# Епархия Навираи
Епархия Навираи (лат. Dioecesis Naviraiensis) — епархия Римско-Католической церкви с центром в городе Навираи, Бразилия. Епархия Навираи входит в митрополию Кампу-Гранди.

## История
1 июня 2011 года Римский папа Бенедикт XVI учредил епархию Навираи, выделив её из епархии Дорадуса.

## Ординарии епархии
- епископ Этторе Дотти (с 1 июня 2011 года — по настоящее время).

## Источник
- Annuario Pontificio, Libreria Editrice Vaticana, Città del Vaticano, 2011, ISBN 88-209-7422-3